# یاکاب‌سالاش
یاکاب‌سالاش (به مجاری:  Jakabszállás) یک منطقهٔ مسکونی در مجارستان است که در ناحیه کچکمت واقع شده‌است. یاکاب‌سالاش ۷۰٫۸۶ کیلومتر مربع مساحت و ۲٬۶۳۴ نفر جمعیت دارد.